# Calymmaria rosario
Espèce
Calymmaria rosario est une espèce d'araignées aranéomorphes de la famille des Cybaeidae.

## Distribution
Cette espèce est endémique de Basse-Californie au Mexique,. Elle se rencontre à El Rosario.

## Description
La femelle holotype mesure 4,34 mm.

## Étymologie
Son nom d'espèce lui a été donné en référence au lieu de sa découverte, El Rosario.

## Publication originale
- Heiss & Draney, 2004 : Revision of the Nearctic spider genus Calymmaria (Araneae, Hahniidae). Journal Of Arachnology, vol. 32, no 3, p. 457-525 (texte intégral).